# Groupe D du Championnat d'Europe de football 2020
Navigation
- A
- B
- C
- D
- E
- F

- Huitièmes
- Quarts
- Demies
- Finale

Le groupe D de l'Euro 2020, aura lieu du 13 au 22 juin 2021 au Wembley Stadium de Londres et à l'Hampden Park de Glasgow. Le groupe est composé de l'Angleterre et de l'Écosse en tant que pays hôtes ainsi que la Croatie et la Tchéquie.

## Description du groupe et participants
Au début de la compétition, la Croatie, vice-championne du monde, et l'Angleterre, demi-finaliste de la Coupe du Monde en 2018, font office de favoris du groupe D.
Les Anglais ont l'avantage de jouer leurs trois matchs de poule à domicile à Londres et ont l'ambition d'atteindre au moins les demi-finales.
L'Ecosse, elle, participe à nouveau au Championnat d'Europe, 25 ans après sa dernière participation lors du Championnat d'Europe 1996.
| Position au tirage au sort | Équipe     | Chapeau | Méthode de qualification                        | Date de qualification | Participations | Dernière participation | Meilleure performance passée                  | Classement des éliminatoires de novembre 2019 | Classement FIFA de juin 2021 |
| -------------------------- | ---------- | ------- | ----------------------------------------------- | --------------------- | -------------- | ---------------------- | --------------------------------------------- | --------------------------------------------- | ---------------------------- |
| D1                         | Angleterre | 1       | Vainqueur du Groupe A                           | 14 novembre 2019      | 10ème          | 2016                   | Troisième place (1968), Demi-finaliste (1968) | 3                                             | 4                            |
| D3                         | Écosse     | 4       | Vainqueur de la Voie de la Ligue C des barrages | 12 novembre 2020      | 3ème           | 1996                   | Premier tour (1992, 1996)                     | 29                                            | 14                           |
| D2                         | Croatie    | 2       | Vainqueur du Groupe E                           | 16 novembre 2019      | 6ème           | 2016                   | Quart-de-finaliste (1996, 2008)               | 10                                            | 44                           |
| D4                         | Tchéquie   | 3       | Deuxième du Groupe A                            | 14 novembre 2019      | 10ème          | 2016                   | Champion d'Europe (1976)                      | 18                                            | 40                           |

## Villes et stades
| [[Fichier:Europe laea location map with borders.svg\|175px\|{{#if:\|{{{alt}}}\|Groupe D du Championnat d'Europe de football 2020 est dans la page Europe.]]Londres Glasgow | Londres           | Glasgow           |
| --- | ----------------- | ----------------- |
| [[Fichier:Europe laea location map with borders.svg\|175px\|{{#if:\|{{{alt}}}\|Groupe D du Championnat d'Europe de football 2020 est dans la page Europe.]]Londres Glasgow | Stade de Wembley  | Hampden Park      |
| [[Fichier:Europe laea location map with borders.svg\|175px\|{{#if:\|{{{alt}}}\|Groupe D du Championnat d'Europe de football 2020 est dans la page Europe.]]Londres Glasgow | Capacité : 90 000 | Capacité : 52 063 |
| [[Fichier:Europe laea location map with borders.svg\|175px\|{{#if:\|{{{alt}}}\|Groupe D du Championnat d'Europe de football 2020 est dans la page Europe.]]Londres Glasgow | Stade de Wembley  | Hampden Park      |

## Classement
| v · m | Équipe     | Pts | J | G | N | P | Bp | Bc | Diff |
| ----- | ---------- | --- | - | - | - | - | -- | -- | ---- |
| 1     | Angleterre | 7   | 3 | 2 | 1 | 0 | 2  | 0  | +2   |
| 2     | Croatie    | 4   | 3 | 1 | 1 | 1 | 4  | 3  | +1   |
| 3     | Tchéquie   | 4   | 3 | 1 | 1 | 1 | 3  | 2  | +1   |
| 4     | Écosse     | 1   | 3 | 0 | 1 | 2 | 1  | 5  | -4   |

Source : UEFA
En cas d'égalité de points de plusieurs équipes à l'issue des matchs de groupe, les critères suivants sont appliqués dans l'ordre indiqué pour établir leur classement : Critères de départage en phase de groupes
En huitièmes de finale,
- Le vainqueur du Groupe D affrontera le deuxième du Groupe F.
- Le deuxième du Groupe D affrontera le deuxième du Groupe E.
- Le troisième du groupe D (s'il fait partie des quatre meilleurs troisièmes) affronterait le vainqueur du Groupe B, du Groupe C ou du Groupe E.

## Matchs

### Angleterre - Croatie
| Match 5                    | Angleterre               | 1 - 0   | Croatie | Stade de Wembley, Londres                                                           |                                                                                     |
| 13 juin 2021 15h00 (14h00) | ( Phillips) Sterling 57e | (0 - 0) |         | Spectateurs : 18 497 Arbitrage : Daniele Orsato Arbitre vidéo : Massimiliano Irrati | Spectateurs : 18 497 Arbitrage : Daniele Orsato Arbitre vidéo : Massimiliano Irrati |
| 13 juin 2021 15h00 (14h00) | Rapport                  |         |         | Spectateurs : 18 497 Arbitrage : Daniele Orsato Arbitre vidéo : Massimiliano Irrati | Spectateurs : 18 497 Arbitrage : Daniele Orsato Arbitre vidéo : Massimiliano Irrati |

| Angleterre | Croatie |

| ANGLETERRE :     |    |                       |     |       |
|                  |    |                       |     |       |
| Gardien de but   | 1  | Jordan Pickford       |     |       |
|                  | 2  | Kyle Walker           |     |       |
|                  | 5  | John Stones           |     |       |
|                  | 15 | Tyrone Mings          |     |       |
|                  | 12 | Kieran Trippier       |     |       |
|                  | 14 | Kalvin Phillips       |     |       |
|                  | 4  | Declan Rice           |     |       |
|                  | 10 | Raheem Sterling       |     | 90+2e |
|                  | 19 | Mason Mount           |     |       |
|                  | 20 | Phil Foden            | 64e | 71e   |
|                  | 9  | Harry Kane            |     | 82e   |
| Remplaçants :    |    |                       |     |       |
|                  | 11 | Marcus Rashford       |     | 71e   |
|                  | 26 | Jude Bellingham       |     | 82e   |
|                  | 18 | Dominic Calvert-Lewin |     | 90+2e |
| Sélectionneur :  |    |                       |     |       |
| Gareth Southgate |    |                       |     |       |

| CROATIE:        |    |                   |     |     |
|                 |    |                   |     |     |
| Gardien de but  | 1  | Dominik Livaković |     |     |
|                 | 2  | Šime Vrsaljko     |     |     |
|                 | 21 | Domagoj Vida      |     |     |
|                 | 5  | Duje Ćaleta-Car   | 42e |     |
|                 | 24 | Joško Gvardiol    |     |     |
|                 | 11 | Marcelo Brozović  | 66e | 70e |
|                 | 10 | Luka Modrić       |     |     |
|                 | 8  | Mateo Kovačić     | 48e | 85e |
|                 | 9  | Andrej Kramarić   |     | 70e |
|                 | 4  | Ivan Perišić      |     |     |
|                 | 17 | Ante Rebić        |     | 78e |
| Remplaçants :   |    |                   |     |     |
|                 | 13 | Nikola Vlašić     |     | 70e |
|                 | 7  | Josip Brekalo     |     | 70e |
|                 | 20 | Bruno Petković    |     | 78e |
|                 | 15 | Mario Pašalić     |     | 85e |
| Sélectionneur : |    |                   |     |     |
| Zlatko Dalić    |    |                   |     |     |

| Assistants : Alessandro Giallatini Fabiano Preti Quatrième arbitre : Björn Kuipers Homme du match : Raheem Sterling |

### Écosse - Tchéquie
| Match 8                    | Écosse  | 0 - 2   | Tchéquie                          | Hampden Park, Glasgow                                                      |                                                                            |
| 14 juin 2021 15h00 (14h00) |         | (0 - 1) | 42e Schick (Coufal ) · 52e Schick | Spectateurs : 9 847 Arbitrage : Daniel Siebert Arbitre vidéo : Marco Fritz | Spectateurs : 9 847 Arbitrage : Daniel Siebert Arbitre vidéo : Marco Fritz |
| 14 juin 2021 15h00 (14h00) | Rapport |         |                                   | Spectateurs : 9 847 Arbitrage : Daniel Siebert Arbitre vidéo : Marco Fritz | Spectateurs : 9 847 Arbitrage : Daniel Siebert Arbitre vidéo : Marco Fritz |

| Écosse | Tchéquie |

| ÉCOSSE :        |    |                   |     |
|                 |    |                   |     |
| Gardien de but  | 1  | David Marshall    |     |
|                 | 24 | Jack Hendry       | 67e |
|                 | 16 | Liam Cooper       |     |
|                 | 5  | Grant Hanley      |     |
|                 | 3  | Andrew Robertson  |     |
|                 | 4  | Scott McTominay   |     |
|                 | 7  | John McGinn       |     |
|                 | 17 | Stuart Armstrong  | 67e |
|                 | 2  | Stephen O'Donnell | 79e |
|                 | 11 | Ryan Christie     | 46e |
|                 | 9  | Lyndon Dykes      | 79e |
| Remplaçants :   |    |                   |     |
|                 | 10 | Che Adams         | 46e |
|                 | 8  | Callum McGregor   | 67e |
|                 | 20 | Ryan Fraser       | 67e |
|                 | 25 | James Forrest     | 79e |
|                 | 19 | Kevin Nisbet      | 79e |
| Sélectionneur : |    |                   |     |
| Steve Clarke    |    |                   |     |

| TCHÉQUIE :       |    |                  |     |
|                  |    |                  |     |
| Gardien de but   | 1  | Tomáš Vaclík     |     |
|                  | 18 | Jan Bořil        |     |
|                  | 6  | Tomáš Kalas      |     |
|                  | 3  | Ondřej Čelůstka  |     |
|                  | 5  | Vladimír Coufal  |     |
|                  | 21 | Alex Král        | 67e |
|                  | 15 | Tomáš Souček     |     |
|                  | 14 | Jakub Jankto     | 72e |
|                  | 8  | Vladimír Darida  | 87e |
|                  | 12 | Lukáš Masopust   | 72e |
|                  | 10 | Patrik Schick    | 87e |
| Remplaçants :    |    |                  |     |
|                  | 9  | Tomáš Holeš      | 67e |
|                  | 19 | Adam Hložek      | 72e |
|                  | 20 | Matěj Vydra      | 72e |
|                  | 13 | Petr Ševčík      | 87e |
|                  | 11 | Michael Krmenčík | 87e |
| Sélectionneur :  |    |                  |     |
| Jaroslav Šilhavý |    |                  |     |

| Assistants : Jan Seidel Rafael Foltyn Quatrième arbitre : Georgi Kabakov Homme du match : Patrik Schick |

### Croatie - Tchéquie
| Match 20                   | Croatie                 | 1 - 1   | Tchéquie          | Hampden Park, Glasgow                                                                         |                                                                                               |
| 18 juin 2021 18h00 (17h00) | ( Kramarić) Perišić 47e | (0 - 1) | 37e (pen.) Schick | Spectateurs : 5 607 Arbitrage : Carlos del Cerro Grande Arbitre vidéo : Juan Martínez Munuera | Spectateurs : 5 607 Arbitrage : Carlos del Cerro Grande Arbitre vidéo : Juan Martínez Munuera |
| 18 juin 2021 18h00 (17h00) | Rapport                 |         |                   | Spectateurs : 5 607 Arbitrage : Carlos del Cerro Grande Arbitre vidéo : Juan Martínez Munuera | Spectateurs : 5 607 Arbitrage : Carlos del Cerro Grande Arbitre vidéo : Juan Martínez Munuera |

| Croatie | Tchéquie |

| CROATIE :       |    |                   |     |     |
|                 |    |                   |     |     |
| Gardien de but  | 1  | Dominik Livaković |     |     |
|                 | 25 | Joško Gvardiol    |     |     |
|                 | 21 | Domagoj Vida      |     |     |
|                 | 6  | Dejan Lovren      | 35e |     |
|                 | 2  | Šime Vrsaljko     |     |     |
|                 | 8  | Mateo Kovačić     |     | 87e |
|                 | 10 | Luka Modrić       |     |     |
|                 | 7  | Josip Brekalo     |     | 46e |
|                 | 9  | Andrej Kramarić   |     | 62e |
|                 | 4  | Ivan Perišić      |     |     |
|                 | 17 | Ante Rebić        |     | 46e |
| Remplaçants :   |    |                   |     |     |
|                 | 20 | Bruno Petković    |     | 46e |
|                 | 26 | Luka Ivanušec     |     | 46e |
|                 | 13 | Nikola Vlašić     |     | 62e |
|                 | 11 | Marcelo Brozović  |     | 87e |
| Sélectionneur : |    |                   |     |     |
| Zlatko Dalić    |    |                   |     |     |

| TCHÉQUIE :       |    |                  |       |     |
|                  |    |                  |       |     |
| Gardien de but   | 1  | Tomáš Vaclík     |       |     |
|                  | 18 | Jan Bořil        | 82e   |     |
|                  | 3  | Ondřej Čelůstka  |       |     |
|                  | 6  | Tomáš Kalas      |       |     |
|                  | 5  | Vladimír Coufal  |       |     |
|                  | 15 | Tomáš Souček     |       |     |
|                  | 8  | Tomáš Holeš      |       | 63e |
|                  | 14 | Jakub Jankto     |       | 74e |
|                  | 8  | Vladimír Darida  |       | 87e |
|                  | 12 | Lukáš Masopust   | 50e   | 63e |
|                  | 10 | Patrik Schick    |       | 74e |
| Remplaçants :    |    |                  |       |     |
|                  | 19 | Adam Hložek      | 90+3e | 63e |
|                  | 21 | Alex Král        |       | 63e |
|                  | 13 | Petr Ševčík      |       | 74e |
|                  | 11 | Michael Krmenčík |       | 74e |
|                  | 7  | Antonín Barák    |       | 87e |
| Sélectionneur :  |    |                  |       |     |
| Jaroslav Šilhavý |    |                  |       |     |

| Assistants : Juan Carlos Yuste Jiménez Roberto Alonso Fernández Quatrième arbitre : Sandro Schärer Homme du match : Luka Modrić |

### Angleterre - Écosse
| Match 21                   | Angleterre | 0 - 0   | Écosse | Stade de Wembley, Londres                                                                          | |
| 18 juin 2021 21h00 (20h00) |            | (0 - 0) |        | Spectateurs : 20 306 Arbitrage : Antonio Mateu Lahoz Arbitre vidéo : Alejandro Hernández Hernández | Spectateurs : 20 306 Arbitrage : Antonio Mateu Lahoz Arbitre vidéo : Alejandro Hernández Hernández |
| 18 juin 2021 21h00 (20h00) | Rapport    |         |        | Spectateurs : 20 306 Arbitrage : Antonio Mateu Lahoz Arbitre vidéo : Alejandro Hernández Hernández | Spectateurs : 20 306 Arbitrage : Antonio Mateu Lahoz Arbitre vidéo : Alejandro Hernández Hernández |

| Angleterre | Écosse |

| ANGLETERRE :     |    |                 |     |
|                  |    |                 |     |
| Gardien de but   | 1  | Jordan Pickford |     |
|                  | 3  | Luke Shaw       |     |
|                  | 15 | Tyrone Mings    |     |
|                  | 5  | John Stones     |     |
|                  | 24 | Reece James     |     |
|                  | 14 | Kalvin Phillips |     |
|                  | 4  | Declan Rice     |     |
|                  | 10 | Raheem Sterling |     |
|                  | 19 | Mason Mount     |     |
|                  | 20 | Phil Foden      | 63e |
|                  | 9  | Harry Kane      | 74e |
| Remplaçants :    |    |                 |     |
|                  | 7  | Jack Grealish   | 63e |
|                  | 11 | Marcus Rashford | 74e |
| Sélectionneur :  |    |                 |     |
| Gareth Southgate |    |                 |     |

| ÉCOSSE :        |    |                   |     |     |
|                 |    |                   |     |     |
| Gardien de but  | 1  | David Marshall    |     |     |
|                 | 6  | Kieran Tierney    |     |     |
|                 | 5  | Grant Hanley      |     |     |
|                 | 4  | Scott McTominay   |     |     |
|                 | 23 | Billy Gilmour     |     | 76e |
|                 | 3  | Andrew Robertson  |     |     |
|                 | 8  | Callum McGregor   |     |     |
|                 | 7  | John McGinn       | 16e |     |
|                 | 2  | Stephen O'Donnell | 87e |     |
|                 | 10 | Che Adams         |     | 86e |
|                 | 9  | Lyndon Dykes      |     |     |
| Remplaçants :   |    |                   |     |     |
|                 | 17 | Stuart Armstrong  |     | 76e |
|                 | 19 | Kevin Nisbet      |     | 86e |
| Sélectionneur : |    |                   |     |     |
| Steve Clarke    |    |                   |     |     |

| Assistants : Pau Cebrián Devís Roberto Díaz Pérez del Palomar Quatrième arbitre : Cüneyt Çakır Homme du match : Billy Gilmour |

### Tchéquie - Angleterre
| Match 31                   | Tchéquie | 0 - 1   | Angleterre               | Stade de Wembley, Londres                                                        |                                                                                  |
| 22 juin 2021 21h00 (20h00) |          | (0 - 1) | 12e Sterling (Grealish ) | Spectateurs : 19 104 Arbitrage : Artur Soares Dias Arbitre vidéo : João Pinheiro | Spectateurs : 19 104 Arbitrage : Artur Soares Dias Arbitre vidéo : João Pinheiro |
| 22 juin 2021 21h00 (20h00) | Rapport  |         |                          | Spectateurs : 19 104 Arbitrage : Artur Soares Dias Arbitre vidéo : João Pinheiro | Spectateurs : 19 104 Arbitrage : Artur Soares Dias Arbitre vidéo : João Pinheiro |

| Tchéquie | Angleterre |

| TCHÉQUIE :       |    |                 |     |     |
|                  |    |                 |     |     |
| Gardien de but   | 1  | Tomáš Vaclík    |     |     |
|                  | 18 | Jan Bořil       | 61e |     |
|                  | 6  | Tomáš Kalas     |     |     |
|                  | 3  | Ondřej Čelůstka |     |     |
|                  | 5  | Vladimír Coufal |     |     |
|                  | 15 | Tomáš Souček    |     |     |
|                  | 9  | Tomáš Holeš     |     | 84e |
|                  | 14 | Jakub Jankto    |     | 46e |
|                  | 8  | Vladimír Darida |     | 64e |
|                  | 12 | Lukáš Masopust  |     | 64e |
|                  | 10 | Patrik Schick   |     | 75e |
| Remplaçants :    |    |                 |     |     |
|                  | 13 | Petr Ševčík     |     | 46e |
|                  | 21 | Alex Král       |     | 64e |
|                  | 19 | Adam Hložek     |     | 64e |
|                  | 24 | Tomáš Pekhart   |     | 75e |
|                  | 20 | Matěj Vydra     |     | 84e |
| Sélectionneur :  |    |                 |     |     |
| Jaroslav Šilhavý |    |                 |     |     |

| ANGLETERRE :     |    |                  |     |
|                  |    |                  |     |
| Gardien de but   | 1  | Jordan Pickford  |     |
|                  | 3  | Luke Shaw        |     |
|                  | 6  | Harry Maguire    |     |
|                  | 5  | John Stones      | 79e |
|                  | 2  | Kyle Walker      |     |
|                  | 4  | Declan Rice      | 46e |
|                  | 14 | Kalvin Phillips  |     |
|                  | 10 | Raheem Sterling  | 67e |
|                  | 7  | Jack Grealish    | 68e |
|                  | 25 | Bukayo Saka      | 84e |
|                  | 9  | Harry Kane       |     |
| Remplaçants :    |    |                  |     |
|                  | 8  | Jordan Henderson | 46e |
|                  | 11 | Marcus Rashford  | 67e |
|                  | 26 | Jude Bellingham  | 68e |
|                  | 15 | Tyrone Mings     | 79e |
|                  | 17 | Jadon Sancho     | 84e |
| Sélectionneur :  |    |                  |     |
| Gareth Southgate |    |                  |     |

| Assistants : Rui Tavares Paulo Soares Quatrième arbitre : Srđan Jovanović Homme du match : Bukayo Saka |

### Croatie - Écosse
| Match 32                   | Croatie                                                               | 3 - 1   | Écosse       | Hampden Park, Glasgow                                                                            |                                                                                                  |
| 22 juin 2021 21h00 (20h00) | ( Perišić) Vlašić 17e · ( Kovačić) Modrić 62e · ( Modrić) Perišić 77e | (1 - 1) | 42e McGregor | Spectateurs : 9 896 Arbitrage : Fernando Rapallini Arbitre vidéo : Alejandro Hernández Hernández | Spectateurs : 9 896 Arbitrage : Fernando Rapallini Arbitre vidéo : Alejandro Hernández Hernández |
| 22 juin 2021 21h00 (20h00) | Rapport                                                               |         |              | Spectateurs : 9 896 Arbitrage : Fernando Rapallini Arbitre vidéo : Alejandro Hernández Hernández | Spectateurs : 9 896 Arbitrage : Fernando Rapallini Arbitre vidéo : Alejandro Hernández Hernández |

| Croatie | Écosse |

| CROATIE :       |    |                   |     |     |
|                 |    |                   |     |     |
| Gardien de but  | 1  | Dominik Livaković |     |     |
|                 | 25 | Joško Gvardiol    |     | 71e |
|                 | 21 | Domagoj Vida      |     |     |
|                 | 6  | Dejan Lovren      | 26e |     |
|                 | 22 | Josip Juranović   |     |     |
|                 | 11 | Marcelo Brozović  |     |     |
|                 | 8  | Mateo Kovačić     |     |     |
|                 | 13 | Nikola Vlašić     |     | 76e |
|                 | 10 | Luka Modrić       |     |     |
|                 | 4  | Ivan Perišić      |     | 81e |
|                 | 20 | Bruno Petković    |     | 70e |
| Remplaçants :   |    |                   |     |     |
|                 | 9  | Andrej Kramarić   |     | 70e |
|                 | 3  | Borna Barišić     |     | 71e |
|                 | 26 | Luka Ivanušec     |     | 76e |
|                 | 17 | Ante Rebić        |     | 81e |
| Sélectionneur : |    |                   |     |     |
| Zlatko Dalić    |    |                   |     |     |

| ÉCOSSE :        |    |                   |     |     |
|                 |    |                   |     |     |
| Gardien de but  | 1  | David Marshall    |     |     |
|                 | 6  | Kieran Tierney    |     |     |
|                 | 5  | Grant Hanley      |     | 33e |
|                 | 4  | Scott McTominay   |     |     |
|                 | 3  | Andrew Robertson  |     |     |
|                 | 8  | Callum McGregor   |     |     |
|                 | 7  | John McGinn       |     |     |
|                 | 17 | Stuart Armstrong  |     | 70e |
|                 | 2  | Stephen O'Donnell |     | 84e |
|                 | 10 | Che Adams         |     | 84e |
|                 | 9  | Lyndon Dykes      |     |     |
| Remplaçants :   |    |                   |     |     |
|                 | 26 | Scott McKenna     | 34e | 33e |
|                 | 20 | Ryan Fraser       |     | 70e |
|                 | 19 | Kevin Nisbet      |     | 84e |
|                 | 22 | Nathan Patterson  |     | 84e |
| Sélectionneur : |    |                   |     |     |
| Steve Clarke    |    |                   |     |     |

| Assistants : Juan Pablo Belatti Diego Bonfá Quatrième arbitre : Bartosz Frankowski Homme du match : Nikola Vlašić |

## Homme du match
| Match | Résultats  | Résultats | Résultats  | Homme du match  |
| ----- | ---------- | --------- | ---------- | --------------- |
| 5     | Angleterre | 1 - 0     | Croatie    | Raheem Sterling |
| 8     | Écosse     | 0 - 2     | Tchéquie   | Patrik Schick   |
| 20    | Croatie    | 1 - 1     | Tchéquie   | Luka Modrić     |
| 21    | Angleterre | 0 - 0     | Écosse     | Billy Gilmour   |
| 31    | Tchéquie   | 0 - 1     | Angleterre | Bukayo Saka     |
| 32    | Croatie    | 3 - 1     | Écosse     | Nikola Vlašić   |

## Statistiques

### Classement des buteurs
3 buts    
- Patrik Schick

2 buts   
- Raheem Sterling
- Ivan Perišić

1 but  
- Luka Modrić
- Nikola Vlašić
- Callum McGregor

### Classement des passeurs
1 passe 
- Jack Grealish
- Kalvin Phillips
- Mateo Kovačić
- Andrej Kramarić
- Luka Modrić
- Ivan Perišić
- Vladimír Coufal